# David Fluellen
David Fluellen Jr. (* 29. Januar 1992 in Lockport, New York) ist ein US-amerikanischer American-Football-Spieler. Er spielt auf der Position des Runningbacks, zuletzt für die Tennessee Titans in der National Football League (NFL). Zuvor spielte er College Football für die Toledo Rockets der University of Toledo in der Football Bowl Subdivision (FBS) der National Collegiate Athletic Association (NCAA).

## Karriere
Fluellen spielte von 2010 bis 2013 College Football an der University of Toledo für die Toledo Rockets. In seinem ersten Jahr erlief er 224 Yards, verpasste aber aufgrund einer Knieverletzung vier Spiele. 2011 erlief er 493 Yards. 2012 und 2013 wurde er ins First-Team All-MAC gewählt. 2012 erlief er 1.121 Yards, obwohl er drei komplette Spiele und den Großteil eines vierten Spieles aufgrund einer Beinverletzung verpasste. Sein Laufdurchschnitt von 124,6 Yards pro Spiel waren die zehntmeisten im Land. In seinem letzten Jahr erlief er 1.498 Yards, die achtmeisten im Land. Er war einer von zehn Semifinalisten für den Doak Walker Award. In den vier Jahren gelangen ihm vier Spiele mit über 200 erlaufenen Yards, was ein mit Chester Taylor geteilter Rekord ist. Zum 100-jährigen Jubiläum der Rockets 2017 wurde Fluellen auf Platz 39 des All-Century-Teams gewählt. 2019 wurde er in die University of Toledo Varsity 'T' Hall of Fame, die Ruhmeshalle der Toledo Rockets, aufgenommen.
Nachdem Fluellen im NFL Draft nicht ausgewählt wurde, verpflichteten ihn die Philadelphia Eagles. Am 20. August 2014 wurde Fluellen auf der Waiver-Liste platziert. Diese Entscheidung wurde aber wenig später annulliert, um ihn stattdessen für Kicker Cody Parkey zu den Indianapolis Colts zu tauschen. Am 30. August 2014 wurde er jedoch im Rahmen der finalen Kaderverkleinerung vor Beginn der Regular Season entlassen.
Am 25. Juli 2015 verpflichteten die Tennessee Titans Fluellen. Am 5. September 2015 wurde er entlassen. Am 6. September 2015 verpflichteten ihn die Titans für ihren Practice Squad. Am 2. September 2016 wurde er entlassen. Fluellen wurde am 4. September 2016 erneut für den Practice Squad verpflichtet. Am 7. November 2016 wurde er in den aktiven Kader befördert. Am 12. Dezember 2016 wurde er entlassen, jedoch bereits am nächsten Tag für den Practice Squad verpflichtet.
Zur Saison 2017 schaffte Fluellen den Sprung in den Hauptkader. Er spielte in allen sechzehn Spielen, hauptsächlich in den Special Teams. Er kam auf 317 Special-Team-Snaps (67 %) und 17 Offensive-Snaps (1,7 %). Er lief vier Mal mit dem Ball für 21 Yards. Er spielte auch in den beiden Playoff-Spielen der Titans, konnte dabei aber keine Offensiv-Statistiken erzielen. 2018 spielte er in sieben Spielen, hauptsächlich in den Special Teams, und lief vier Mal für 16 Yards. Am 11. November 2018 verletzte sich Fluellen im Spiel gegen die New England Patriots am Knie. Er verpasste daraufhin fünf Spiele, ehe er am 20. Dezember 2018 von den Titans auf der Injured Reserve List platziert wurde.
Am 11. März 2019 einigte sich Fluellen mit den Titans auf einen Einjahresvertrag. Er schaffte 2019 den Sprung in den 53-Mann-Kader. Nachdem er im ersten Spiel noch aktiv gewesen war, blieb er für zwei Spiele inaktiv, ehe er am vierten Spieltag wieder aktiv war. Anfang Oktober wurde er jedoch auf der Injured-Reserve List platziert, nachdem er sich eine Knieverletzung zugezogen hatte.

## Spielstil
Fluellen ist ein „Nord-Süd-Läufer“ und schwer zu Fall zu bringen. Fluellen hat die Fähigkeit, die Richtung zu ändern und Verteidiger zu umgehen. Er hat die Fähigkeit, bei Screens verwendet zu werden und den Ball im Lauf zu fangen. Er kann Hits aufnehmen und Tackles abschütteln. Fluellen könnte geduldiger beim Aufbau von Blocks sein. Er gilt als nicht besonders schnell, es soll ihm an Geschwindigkeit und Effizienz fehlen.